# Gerino Gerini

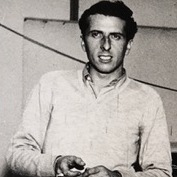
Gerino Gerini

Gerino Gerini  (Rome, 10 augustus 1928 - Cremona, 17 april 2013) was een Formule 1-coureur uit Italië. 
Hij reed in 1956 en 1958 7 Grand Prix-wedstrijden voor de teams Maserati en Scuderia Centro Sud.